# Kissee Mills (Misuri)
Kissee Mills es un lugar designado por el censo ubicado en el condado de Taney en el estado estadounidense de Misuri. En el Censo de 2010 tenía una población de 1109 habitantes y una densidad poblacional de 45,86 personas por km².

## Geografía
Kissee Mills se encuentra ubicado en las coordenadas 36°40′7″N 93°3′12″O / 36.66861, -93.05333. Según la Oficina del Censo de los Estados Unidos, Kissee Mills tiene una superficie total de 24.18 km², de la cual 22.78 km² corresponden a tierra firme y (5.79%) 1.4 km² es agua.

## Demografía
Según el censo de 2010, había 1109 personas residiendo en Kissee Mills. La densidad de población era de 45,86 hab./km². De los 1109 habitantes, Kissee Mills estaba compuesto por el 97.11% blancos, el 0.09% eran afroamericanos, el 0.63% eran amerindios, el 0% eran asiáticos, el 0% eran isleños del Pacífico, el 0% eran de otras razas y el 2.16% pertenecían a dos o más razas. Del total de la población el 1.08% eran hispanos o latinos de cualquier raza.